# Настоящие древолазы
Настоящие древолазы (лат. Dendrocolaptes) — род воробьиных птиц из семейства печниковых. Представители рода распространены в Южной Америке, а Dendrocolaptes sanctithomae встречается также на юге Мексики и в Центральной Америке.

## Список видов
Международный союз орнитологов относит к роду 5 видов:
- Dendrocolaptes certhia (Boddaert, 1783) — Полосатый настоящий древолаз
- Dendrocolaptes hoffmannsi Hellmayr, 1909 — Черноклювый настоящий древолаз
- Dendrocolaptes picumnus Lichtenstein, 1820 — Голубоклювый настоящий древолаз
- Dendrocolaptes platyrostris Spix, 1824 — Плоскоклювый настоящий древолаз
- Dendrocolaptes sanctithomae (Lafresnaye, 1852)

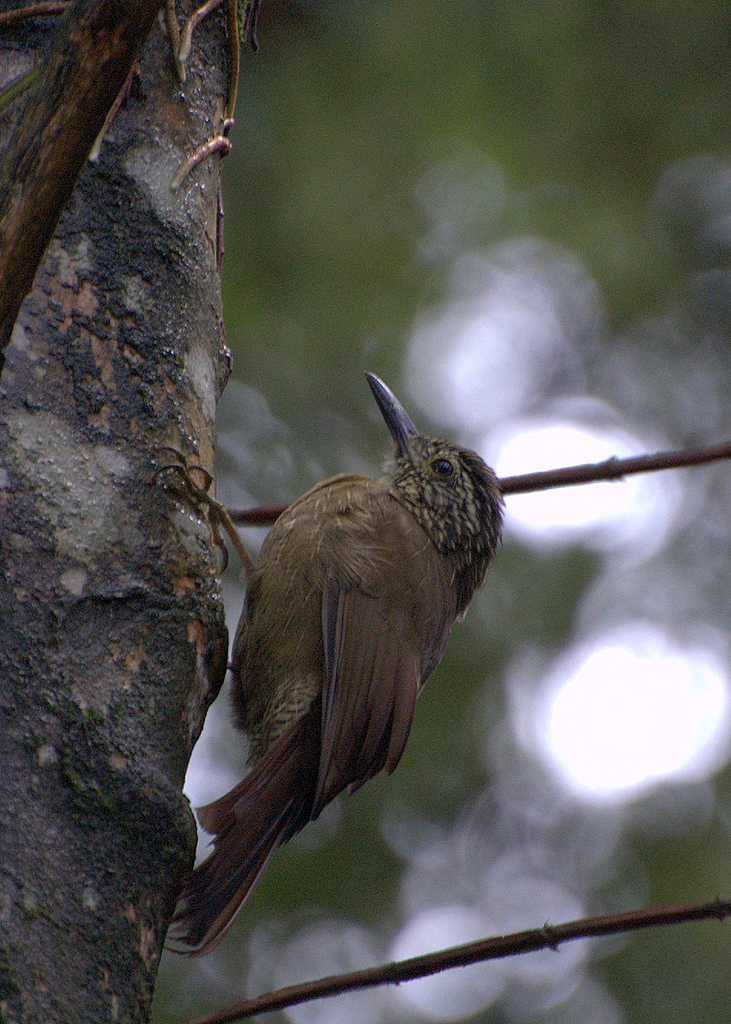
Плоскоклювый настоящий древолаз
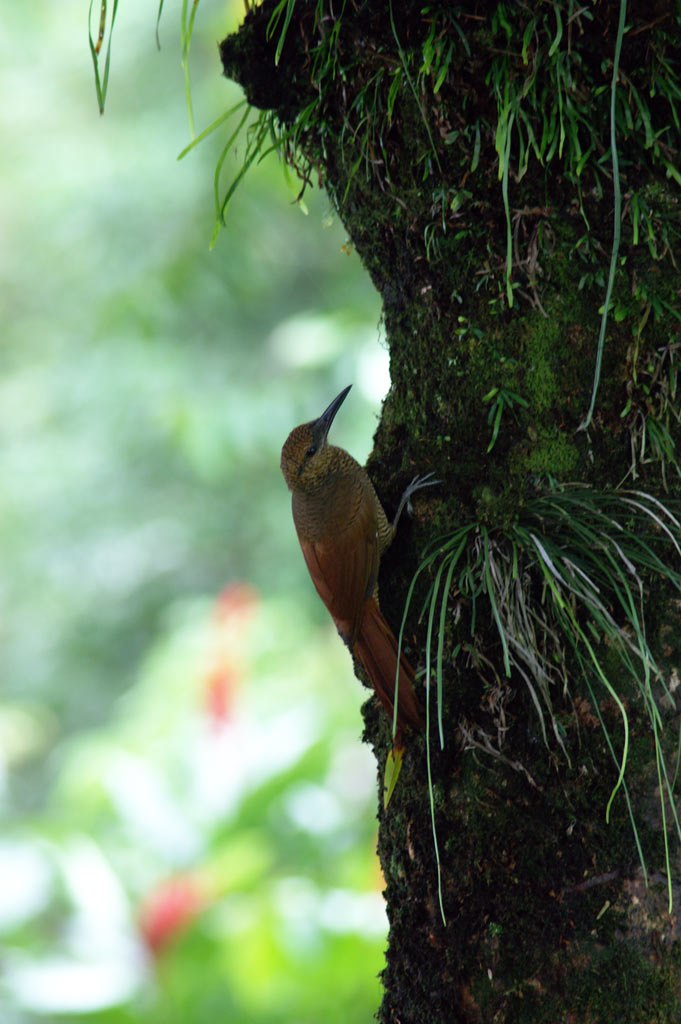
Dendrocolaptes sanctithomae